# ویاندوت (میشیگان)
ویاندوت، میشیگان (به انگلیسی: Wyandotte, Michigan) یک شهر در ایالات متحده آمریکا با جمعیت ۲۵٬۸۸۳ نفر است که در میشیگان واقع شده‌است.